# Atractus werneri
Atractus werneri este o specie de șerpi din genul Atractus, familia Colubridae, descrisă de Peracca 1914. Conform Catalogue of Life specia Atractus werneri nu are subspecii cunoscute.